# صوفیا کونوخ
صوفیا کونوخ (روسی: Софья Евгеньевна Конух؛ زادهٔ ۹ march ۱۹۸۰ (۴۵ سال)) ورزشکار واترپلو اهل روسیه است.
وی در مسابقات کشوری و بین‌المللی در مجموع برندهٔ ۳ مدال طلا، ۱ مدال نقره، ۸ مدال برنز شده‌است.